# The Ozzman Cometh
The Ozzman Cometh är ett samlingsalbum av Ozzy Osbourne från 1997.
Albumet sträcker sig över hela Ozzys karriär så här långt, från Black Sabbath fram till 1997, nästan 30 år. Det innehåller även den nyinspelade låten "Back on Earth".

## Låtlista
1. Black Sabbath
2. War Pigs
3. Goodbye To Romance
4. Crazy Train
5. Mr. Crowley
6. Over the Mountain
7. Paranoid (Live)
8. Bark at the Moon
9. Shot in the Dark
10. Crazy Babies
11. No More Tears (Edit)
12. Mama, I'm Coming Home
13. I Don't Want to Change the World (Live)
14. I Just Want You
15. Back On Earth